# Kirjat-Mockín
Kirjat-Mockín (héber betűkkel קרית מוצקין, izraeli angol átírással Kiryat-Motzkin, arabul كريات موتسكين) Leó Mockín által elnevezett város Izraelben.
Haifa és Akkó között helyezkedik el.
A várost 1934-ben alapították, lakosainak száma 2003 szeptemberében 39 600 volt. A városi rangot 1976-ban kapta meg.

## Testvérvárosok
- Nyíregyháza, Magyarország
- Bad Segeberg, Németország

1. ↑  Šnatôn statîstî le-Yisra'el. Statistical Yearbook for Israel . Israeli Central Bureau of Statistics. (Hozzáférés: 2020. május 3.)